# Fethard (ort i Irland, Leinster)
Fethard (iriska: Fiodh Ard) är en ort i republiken Irland.   Den ligger i grevskapet Loch Garman och provinsen Leinster, i den sydöstra delen av landet, 130 km söder om huvudstaden Dublin. Fethard ligger 14 meter över havet och antalet invånare är 321.
Terrängen runt Fethard är platt. Havet är nära Fethard åt sydost.  Närmaste större samhälle är Waterford, 19,9 km väster om Fethard. 